# Lonchocarpus sanctae-marthae
Lonchocarpus sanctae-marthae är en ärtväxtart som beskrevs av Henri François Pittier. Lonchocarpus sanctae-marthae ingår i släktet Lonchocarpus och familjen ärtväxter. Inga underarter finns listade i Catalogue of Life.